# لوران دارفيو
دارفيو (بالفرنسية: Laurent d'Arvieux)‏
هو الفارس لوران دارفيو من ريف مدينة مرسيليا، ولد سنة 1635م وهو من أسرة عريقة في نباتها، وقد انقسمت إلى فروع عديدة، اشتهر دارفيو بالمذكرات التي تركها وعرفت بعد 33 عاماً من وفاته، فقد نشرت في باريس عام 1735م, في ستة مجلدات في 3350 صفحة من القطع الصغير.